# بريان بيرتينو
بريان بيرتينو (بالإنجليزية: Bryan Bertino)‏ هوَ مخرج وَمُنتج أفلام وَكاتب سيناريو أمريكي، اشتهر بكتابته وإخراجه لفيلم الغُرباء (The Strangers).

## حياته
وُلد بريان في 17 أكتوبر 1977 في مدينة كراولي بولاية تكساس الأمريكية، ودرس التصوير السينمائي في جامعة تكساس في أوستن. انتقل بريان بعد ذلك إلى لوس أنجلوس حيثُ عملَ كمهندس إضاءة، وكان يكتب السيناريو في أوقات أخرى.

## عمله
قَدم بريان فيلم الغُرباء بهدف الحصول على زمالة نيكول مع أكاديمية فنون وعلوم الصور المتحركة، ولكن بريان استقال قبل 4 أيام من بيع السيناريو إلى يونيفرسال ستوديوز.
تَقدم مارك رومانيك بطلب لإخراج فيلم الغرباء ولكنه طَلب ميزانية قدرها 40 مليون دولار، وبعد التحدث مع أندرو رونا في شركة روغ بيكتشرز، وبناءً على ذلك تقرر أن يقوم بريان بإخراج فيلم الغرباء على الرغم من نقص الخبرة لديه.

## الأفلام
- الغرباء (2008، المُخرج والكاتب).
- موكنغبيرد (2014، المُخرج والمنتج والكاتب).
- ابنة بلاككوات (2015، المُنتج).
- الوحش (2016، المُخرج والمنتج والكاتب).
- ستيفاني (2017، المُنتج).
- هو من الخارج هناك (2017، المُنتج).

## هذا الرجل
في 2010 أعلن بريان أنهُ يعمل على فيلم إثارة أو رعب ويُسمى هذا الرجل (This Man)، وأنَّ هذا الفيلم سيتم إنتاجه من قبل سام رايمي وشركته غوست هاوس بكتشرز. يَتحدث الفيلم عن وَجه رجل غامض يَظهر في أحلام العديد من الأفراد.

### الفكرة
تقوم فِكرة الفيلم على مَوقع ThisMan.org والذي ظهرَ في أكتوبر 2009، حيثُ يَدعي الموقع أنَّه تمت مشاهدة هذا الوجه للمرة الأولى في عام 2006 في حلم مريض عقلي مَجهول وأنهُ بعد ذلك شاهد عدد كبير من الناس في جميع أنحاء العالم هذا الوجه في أحلامهم. بعد إطلاق الموقع بوقت قصير تم الكشف بأنَّ الموقع تم إنشاؤه من قِبل عالم الاجتماع أندريا ناتيلا وهيَ موظفة وكالة إعلانية متخصصة في الخداع والتسويق الفيروسي، وظهر أنَّ الوجه المُستخدم تم صنعه من خلال برنامج فلاش فيس.

### الإنتاج
ظهر مَوقع ThisMan.org في مايو 2010 من قبل شركة غوست هاوس بكتشرز والتي أعلنت عن كتابة وإخراج فيلم تحت عنوان هذا الرجل (This Man)، ويُعتبر بريان بيرتينو كاتب ومُخرج هذا الفيلم. بعد ذلك عمل بريان في مشاريع أُخرى، وبعدها لم يُذكر فيلم هذا الرجل مرةً أُخرى.[بحاجة لمصدر]

## روابط خارجية
- بريان بيرتينو على موقع IMDb (الإنجليزية)
- بريان بيرتينو على موقع ألو سيني (الفرنسية)
- بريان بيرتينو على موقع أول موفي (الإنجليزية)
- بريان بيرتينو على موقع قاعدة بيانات الأفلام السويدية (السويدية)
- بريان بيرتينو على موقع قاعدة بيانات الفيلم (الإنجليزية)
- بريان بيرتينو على موقع كينوبويسك (الروسية)